# Maria Teresia av Österrike-Este (1773–1832)

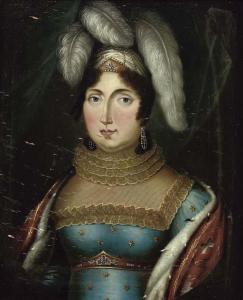
Maria Teresia av Österrike-Este.

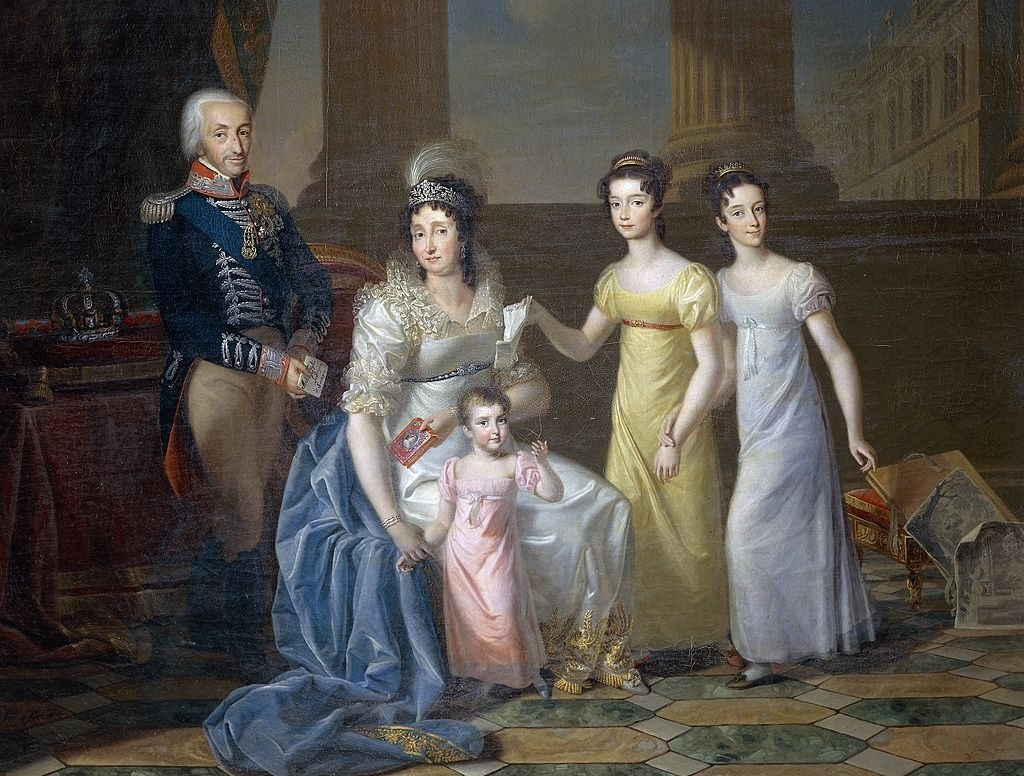
Viktor Emanuel I av Sardinien och Maria Teresia av Österrike-Este med sina döttrar.

Maria Teresia av Österrike-Este, född 1 november 1773 i Milano, död 29 mars 1832, var en drottning av Sardinien. Hon gifte sig 1789 med kung Viktor Emanuel I av Sardinien. Hon var dotter till hertig Ferdinand av Österrike-Este (I) och Maria Beatrix d'Este.

## Biografi
Maria Teresia valdes ut som brud i konkurrens med andra kandidater. Inför äktenskapet genomgick hon undersökningar i fråga om skönhet, hud, hälsa, tandstatus, karaktär, kultur, om religion, om seder, och om livsstil; om hon haft smittkoppor eller hade vaccinerats. 
Vigseln ägde rum genom ombud i Milano 29 juni 1789 och personligen i Novara 25 april. Vid Napoleon I:s invasion av Piemonte 1798 reste kungafamiljen till Toscana och därifrån till Sardinien. Vid hennes barnlöse svågers abdikation 1802 blev hon drottning; dock endast på själva ön Sardinien. Hon återvände med maken till Turin vid Napoleons fall 1814, då maken installerades på tronen i enlighet med Wienkongressens legitimistiska principer. 
Maria Teresia hälsades först med entusiasm. Hon väckte dock efterhand missnöje, anklagad för att vilja eliminera så mycket som möjligt av de progressiva reformer som hade införts under Napoleons ockupation. Hon ska ha visat förakt för alla som samarbetat med Napoleon. Hennes agerande bidrog till viss del till upploppen 1821, som ledde till makens abdikation. Under upploppen hade hon förklarat sig villig att agera regent om det skulle behövas. Hon åtföljde maken på hans exil till Nice, och bosatte sig efter hans död 1824 i Genua. 
Maria Teresia har anklagats för att ha försökt övertala sin barnlöse svåger att testamentera sin tron till hennes bror. Hon kunde på grund av spänningarna mot henne inte återvända till Turin förrän år 1831. Hon tillhör de mer kontroversiella gestalterna i Savojens historia och anklagades länge för att vara reformfientlig, och för att vilja överföra makten i Italien på Österrike.

## Barn
- Maria Beatrice (1792-1840), som gifte sig med sin morbror Frans IV, hertig av Modena.
- Marie Adelaide Clotilda (1794-1802)
- Carlo Emanuele Vittorio (1796-1799)
- Maria Anna (1803-1884), tvilling, gift med kejsar Ferdinand I av Österrike.
- Maria Teresa (1803-1879), tvilling, gift med Karl II av Parma.
- Maria Christina (1812-1836), gift med Ferdinand II av Bägge Sicilierna.